# Agriocnemis angolense
Agriocnemis angolense là một loài chuồn chuồn kim trong họ Coenagrionidae.
Agriocnemis angolense được Longfield miêu tả khoa học năm 1947.